# Streblotrichum bericum
Streblotrichum bericum là một loài Rêu trong họ Pottiaceae. Loài này được (De Not.) Loeske miêu tả khoa học đầu tiên năm 1916.